# Bonjeania clamosis
Bonjeania clamosis är en tvåvingeart som beskrevs av Winterton, Skevington, Irwin och Yeates 2000. Bonjeania clamosis ingår i släktet Bonjeania och familjen stilettflugor. Inga underarter finns listade.